# Académie Charpentier
L'Académie Charpentier est une école privée de formation en arts appliqués, située dans le quartier Montparnasse à Paris.

## Historique
C'est après la seconde guerre mondiale, en 1945, qu'Irène Charpentier crée l'académie Charpentier. Le succès est très vite au rendez-vous et l'académie devient l'une des principales écoles d'arts appliqués en France.  
En 1957, la famille Charpentier reprend l'académie de la Grande-Chaumière, située au no 14 de la rue de la Grande-Chaumière, en plein cœur de Montparnasse, et son grand atelier mythique. Depuis le début du XXe siècle, Montparnasse accueille les artistes français et étrangers les plus célèbres comme les amateurs les plus anonymes. Et à partir de 1904, date de création de l'académie de la Grande-Chaumière, ils s'y succèdent pour  travailler ou enseigner le dessin, la peinture et la sculpture d'après modèles vivants : Marc Chagall, Amedeo Modigliani, Antoine Bourdelle, André Lhote, Foujita, Alexander Calder, Friesz, Krémègne, Lempicka, Fernand Léger, Louise Bourgeois, Joan Miró, Zao Wou-Ki, Chaïm Soutine, Zadkine, Paul Rebeyrolle… parmi tant d’autres, vont honorer de leur présence ces lieux désormais chargés d’histoire.  
L'académie Charpentier et ses étudiants s'installent alors dans des ateliers aux poutres en bois et avec d’immenses verrières.     
De nombreux spectateurs de tous âges, débutants ou confirmés, se pressent quotidiennement pour assister aux séances proposées par l’académie de la Grande-Chaumière, dernier lieu historique de travail artistique d’après modèles vivants.

## Formations
L'académie Charpentier, fondée sur un projet pédagogique d'accompagnement et de valorisation de la singularité artistique de chacun de ses 200 étudiants, propose deux cursus de trois ou cinq ans post bac :  
- un cursus de direction artistique ;
- un cursus d'architecture intérieure/ design[3].

La première année généraliste est préparatoire aux concours d'entrée dans les grandes écoles d'art et d'arts appliqués publiques ; elle permet aussi à son issue de poursuivre également l'un ou l'autre des deux cursus de l'académie. 
La troisième année de chaque cursus est sanctionnée par un bachelor, de grade licence : design graphique pour le cursus de direction artistique ; assistant d'architecte d'intérieur pour celui d'architecture intérieure - design. 
Les deux années suivantes sont consacrées à la préparation du diplôme de fin d'études de grade master, titre RNCP de niveau 1(Fr) ou 7(EU), reconnu par l'État : directeur ou directrice artistique, architecte d'intérieur selon le cursus choisi.   
Ces deux années peuvent être menées en initial ou en alternance.  
L'intégration à l'académie Charpentier se fait en année 1 sur entretien ou en admission parallèle en 2e, 3e ou 4e année après passage devant une commission d'équivalence.   
Une des priorités de l'académie Charpentier est son engagement pédagogique dans la transition écologique.   

## Classements
En 2018, l'Académie Charpentier est classée 10e meilleur école d'architecture intérieure par l’Etudiant qui a posé la question aux directeurs et aux managers du secteur, tout en prenant en compte plusieurs critères pédagogiques,

## Administration
- Serge Zagdanski, président
- Bénédicte Caillat, directrice exécutive
- Sylvie Cedrin Felix, VAE

## Anciens élèves notoires
- Zouzou
- Jean Arcelin
- François Lafargue
- Richard de Prémare
- Henri Déchanet
- Georges Pelletier (artiste céramiste)
- Nicolas Sollogoub, maître-verrier
- Jean-Louis Swiners, photojournaliste, a obtenu le prix Niépce 1962
- Pollès, sculpteur
- Delphine Diallo, photographe
- Hicham Lahlou, designer marocain
- Jérôme Eho, dessinateur Bd
- Toctoc, street artiste